# Tadeusz Krzyżanowski
Tadeusz Krzyżanowski (ur. 29 sierpnia 1920 w Osterfeld w Niemczech, zm. 31 stycznia 1987 w Gdańsku) – polski lekkoatleta, olimpijczyk.

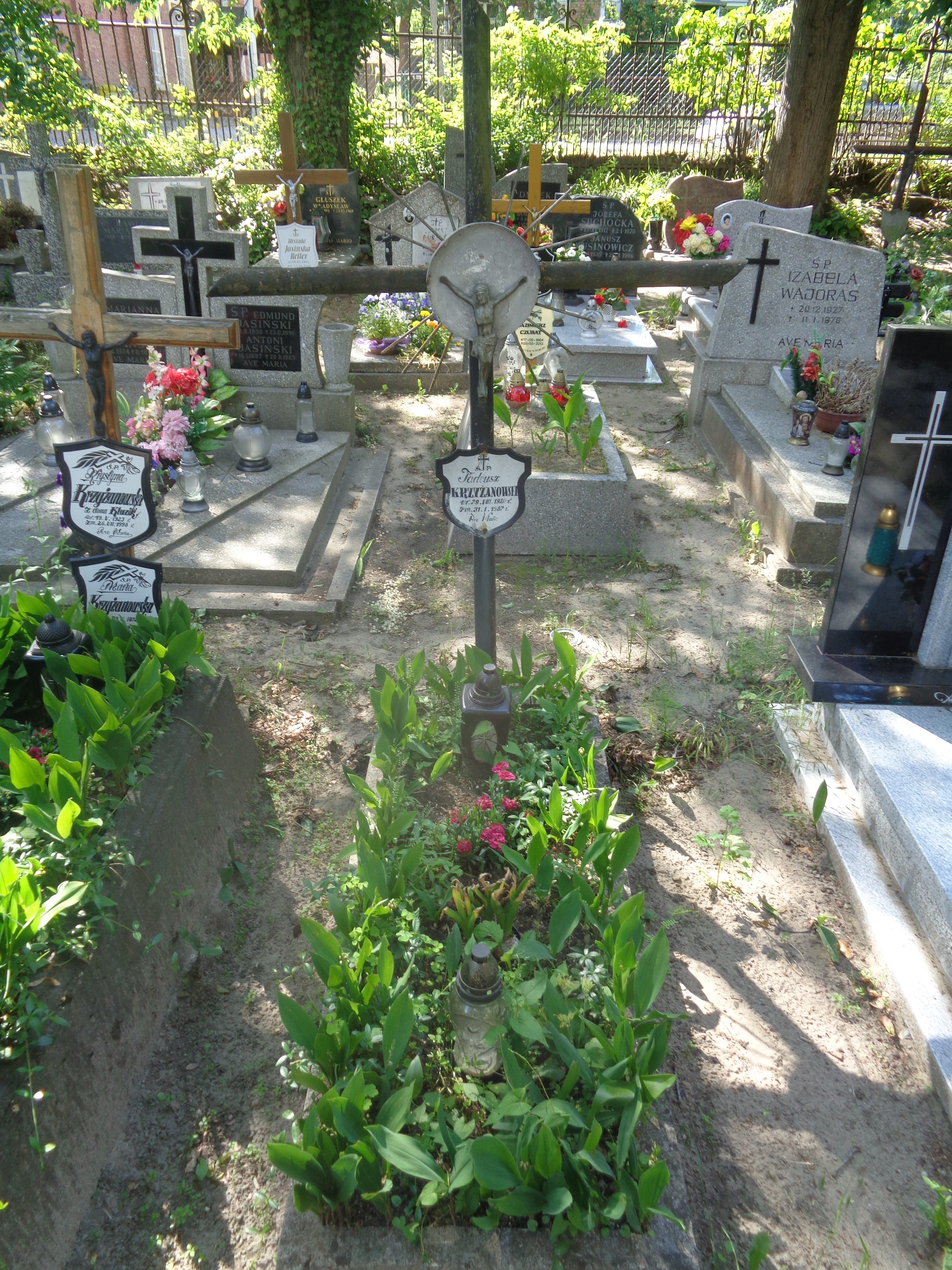
Nagrobek Tadeusza Krzyżanowskiego na cmentarzu Oliwskim w Gdańsku

Był wszechstronnym lekkoatletą, ale największe sukcesy odniósł w pchnięciu kulą. Startował w tej konkurencji na Igrzyskach Olimpijskich w 1952 w Helsinkach, gdzie w finale zajął 10. miejsce. Wystąpił także w pchnięciu kulą na Akademickich Mistrzostwach Świata w Berlinie w 1951 (8. miejsce) oraz na warszawskich Międzynarodowych Igrzyskach Sportowych Młodzieży w 1955 (10. miejsce).
Reprezentował Polskę w ośmiu meczach międzypaństwowych odnosząc dwa zwycięstwa indywidualne (oba w meczu z Bułgarią 17-18 września 1950 w tak różnych konkurencjach, jak bieg na 110 m przez płotki i pchnięcie kulą). Startował w reprezentacji także w trójskoku i rzucie dyskiem.
Sześć razy zdobył tytuł mistrza Polski:
- pchnięcie kulą – 1950, 1952 i 1954
- dziesięciobój – 1950, 1952 i 1953

Ośmiokrotnie był brązowym medalistą:
- bieg na 110 m przez płotki – 1951
- trójskok – 1948 i 1949
- pchnięcie kulą – 1949, 1951, 1953 i 1955
- rzut dyskiem – 1950

Był także czterokrotnym mistrzem Polski w hali (bieg na 50 m przez płotki – 1950; bieg na 80 m przez płotki – 1951; trójskok – 1949; pchnięcie kulą – 1954) oraz czterokrotnym wicemistrzem (trójskok – 1948; pchnięcie kulą – 1950, 1951 i 1956).
Rekordy życiowe:
- bieg na 110 m przez płotki – 15,5 s
- trójskok – 13,78 m
- pchnięcie kulą – 15,72 m
- rzut dyskiem – 45,81 m
- dziesięciobój – 5937 p

Był zawodnikiem Zrywu Gdańsk i Spójni Gdańsk. Z wykształcenia był spawaczem. Ukończył kurs trenerski i po zakończeniu kariery pracował jako trener lekkoatletyczny w Spójni Gdańsk. Pochowany na gdańskim cmentarzu Oliwskim (kw. 21-4-10).